# Saphenophis sneiderni
Saphenophis sneiderni är en ormart som beskrevs av Myers 1973. Saphenophis sneiderni ingår i släktet Saphenophis och familjen snokar. Inga underarter finns listade i Catalogue of Life.
Denna orm förekommer i Colombia i nordöstra delen av departementet Cauca. Den lever vid östra sidan av bergstrakten Västkordiljäran mellan 1700 och 2250 meter över havet. Habitatet utgörs av skogar.
Beståndet hotas av skogarnas omvandling till jordbruksmark. Utbredningsområdet är uppskattningsvis 200 km² stort. IUCN listar arten som starkt hotad (LC).